# ان‌جی‌سی ۵۷۱۳
ان‌جی‌سی ۵۷۱۳ (انگلیسی: NGC 5713) نام یک کهکشان در صورت فلکی دوشیزه است.